# Barbut hirsut
El barbut hirsut (Tricholaema hirsuta) és una espècie d'ocell de la família dels líbids (Lybiidae).
Habita zones boscoses del sud de Mali, Senegal, Gàmbia, Sierra Leone, Libèria, sud-est de Guinea, Costa d'Ivori, Ghana, Nigèria, netre i est de Camerun, sud de la República Centreafricana, nord i nord-est de la República Democràtica del Congo, oest de Sudan del Sud, Uganda i oest de Kenya i nord d'Angola, dentre de la República Democràtica del Congo, extrem nord-oest de Tanzània, oest i sud de Camerun, cap al sud, a través de Guinea Equatorial, el Gabon, sud-oest de la República Centreafricana i l'extrem sud-oest de la República Democràtica del Congo fins al nord-oest d'Angola.